# False Alarms
False Alarms (br.: Esses três são fogo) é um filme estadunidense curta metragem de 1936, dirigido por Del Lord. É o 17º filme de um total de 190 da série com os Três Patetas, produzida pela Columbia Pictures entre 1934 e 1959.

## Enredo
Os Três Patetas são bombeiros que se envolvem frequentemente em confusões. Após não atenderem o alarme por estarem dormindo, o capitão lhes avisa que se houver mais incidentes os despedirá. Pouco depois o capitão recebe o seu novo carro (um coupé) e tem seu uniforme sujo pelos Patetas. Ele os faz continuarem a trabalhar até lhes pagarem um novo. Curly desenrola a mangueira até a rua para lavá-la e os bondes passam por cima, cortando-a em vários pedaços. 
Curly sai do quartel e vai ao encontro de sua namorada Mayzie (chamada de Neide pela dublagem brasileira) para comemorarem o aniversário dela. Ela está com duas amigas (Mimi e Minnie) ansiosas para namorarem. Curly então liga para Moe e Larry mas os dois não conseguem fugir da vigilância do capitão.Larry tenta sair mesmo assim mas acaba perdendo a chave da porta do quarto no encanamento da pia. Curly é forçado pelas garotas furiosas que querem um encontro e acaba tendo a ideia de ligar um alarme de incêndio para que Larry e Moe possam sair e chegarem até ali. Os bombeiros respondem ao alarme mas Larry e Moe ainda estão presos no quarto. Os homens partem sem os dois os quais, depois de conseguirem derrubar a porta, decidem ir atrás dirigindo o carro do capitão. 
Pegando um atalho eles chegam até Curly e percebem que não há incêndio. Para que o capitão não descubra que causaram a farsa, o trio e as moças entram no carro e fogem, mas acabam se acidentando. Depois esquecem o carro ligado e o veículo entra dentro do compartimento de cargas de um caminhão e explode. O capitão chega e vê a explosão e os Patetas novamente fogem dele, entrando no caminhão fumegante e partindo.

## Citações
- Capitão: "Vocês estão despedidos! Se fosse no exército, eu ordenaria que fossem  fuzilados ao amanhecer!"
- Curly: "Não pode fazer isso, capitão. Nós não acordamos cedo."

Moe e Larry antes de darem partida no carro do capitão:
- Moe: "Há gasolina no tanque?"
- Larry: "O ponteiro do mostrador está no meio...Eu não sei se é meio vazio ou meio cheio".